# Кобзарівка (Тернопільський район)
Кобзарі́вка — село в Україні, у Тернопільській міській громаді Тернопільського району Тернопільської області.
Розташоване на річці Серет, на півночі району. 
До Кобзарівки приєднано хутір Пильце (4 будинки). Колишня назва — Заруддя. 1963 села Заруддя та Обаринці об'єднали під назвою Кобзарівка, на честь Тараса Шевченка.
Населення — 405 осіб (2003).
До 2018 — центр сільської ради,  якій було підпорядковане село Вертелка. Від 2018 року ввійшло у склад Тернопільської міської громади.

## Історія
Перша писемна згадка — 1463.
1 серпня 1934 року внаслідок адміністративної реформи село включене до новоствореної у Тернопільському повіті об'єднаної сільської гміни Ігровиця.

## Пам'ятки
- Є церква святого апостола Івана Богослова (1906, мурована; реконструйовано 2003), костел (на согоднішній день — музей), капличка з «фігурою» Матері Божої (на території школи)(2001).
- Біля школи споруджено братську могилу полеглим 380 воїнам Радянської Армії, які визволяли Кобзарівку та навколишні села від німецьких загарбників (1955, реконструйовано 1984). На одній із могил збудовано пам'ятник — обеліск пірамідальної форми[3].
- Насипана символічна могила Борцям за волю України (1990), встановлена «фігура» на честь скасування панщини (відновлена 1990).
- Ботанічна пам'ятка природи місцевого значення Кобзарівська зозулинцева ділянка.

Скульптура святого Роха
Пам'ятка монументального мистецтва. Розташована у центрі села, на роздоріжжі.
Встановлена ХІХ ст.

## Соціальна сфера
Діють загальноосвітня школа І-ІІІ ступеня, клуб, бібліотека, ФАП. На північній околиці села знаходиться екологічна зона відпочинку «Лі́тепло».

## Відомі люди
У місцевій школі навчалися поет Олег Герман, господарник Ярослав Карпик, краєзнавець і літературознавець Гаврило Чернихівський, доктор фізико-математичних наук, ректор, професор ТДТУ Олег Шаблій.

## Галерея

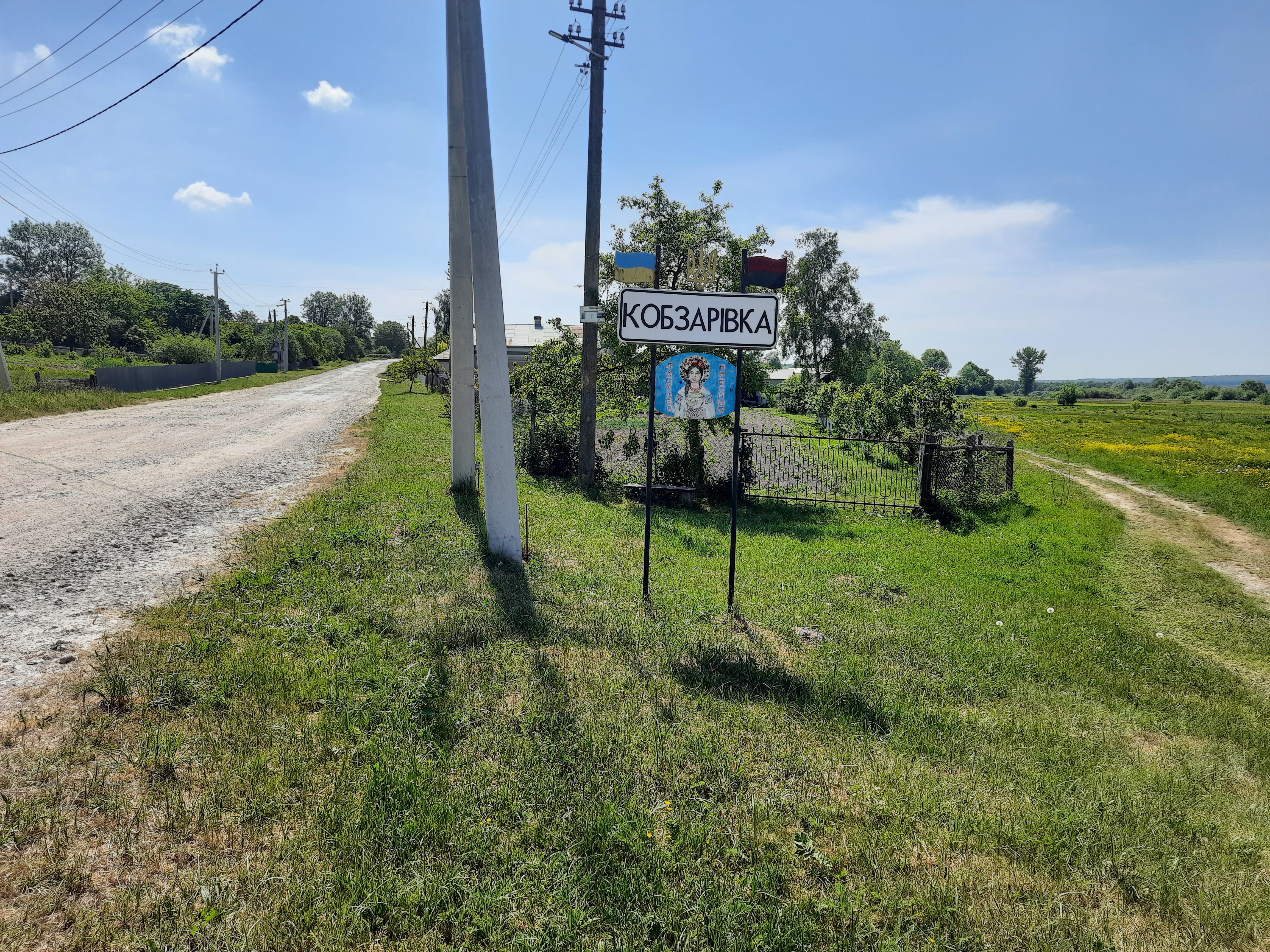
Дорожній знак при в'їзді в село
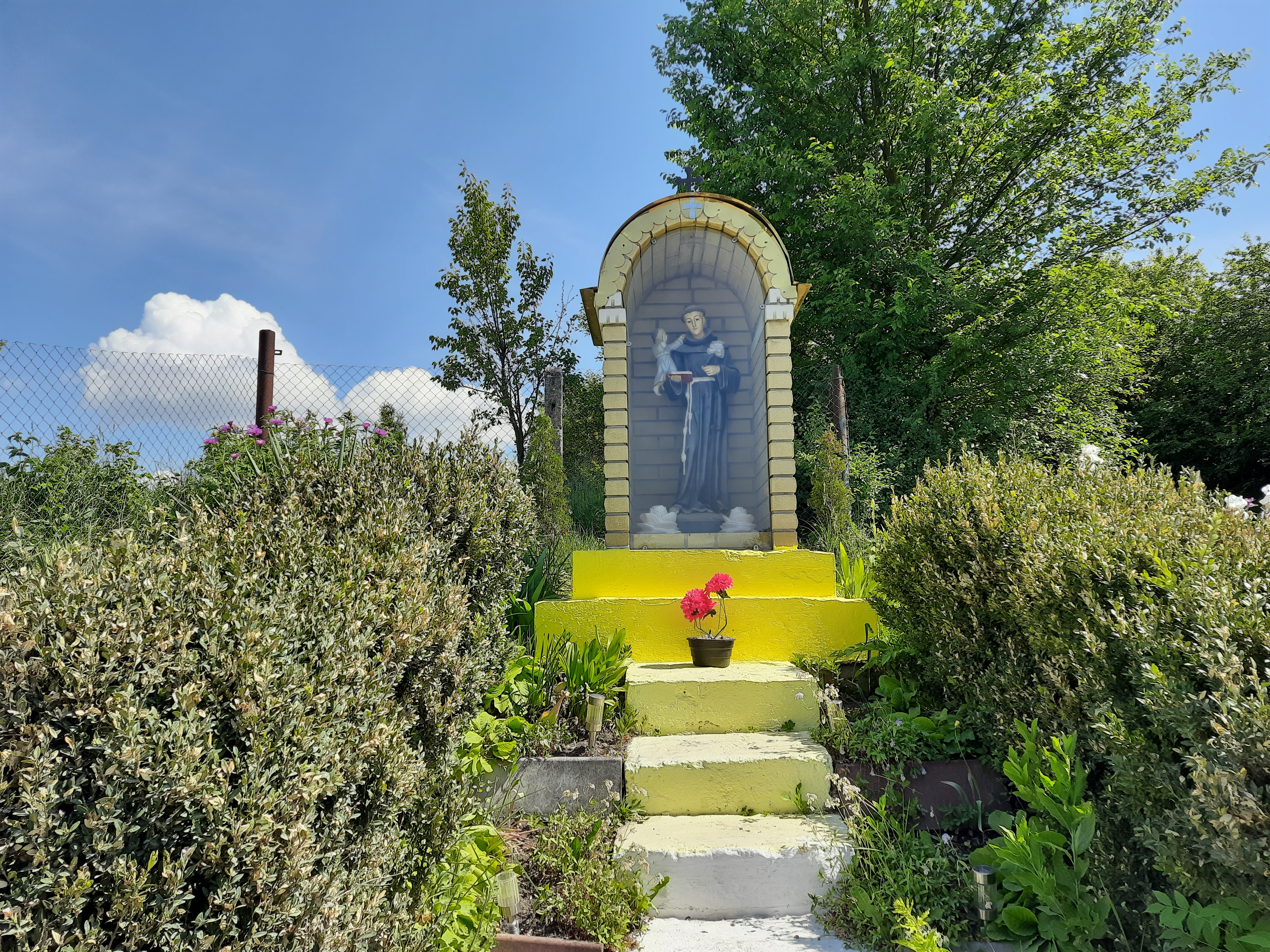
Скульптура святого Роха
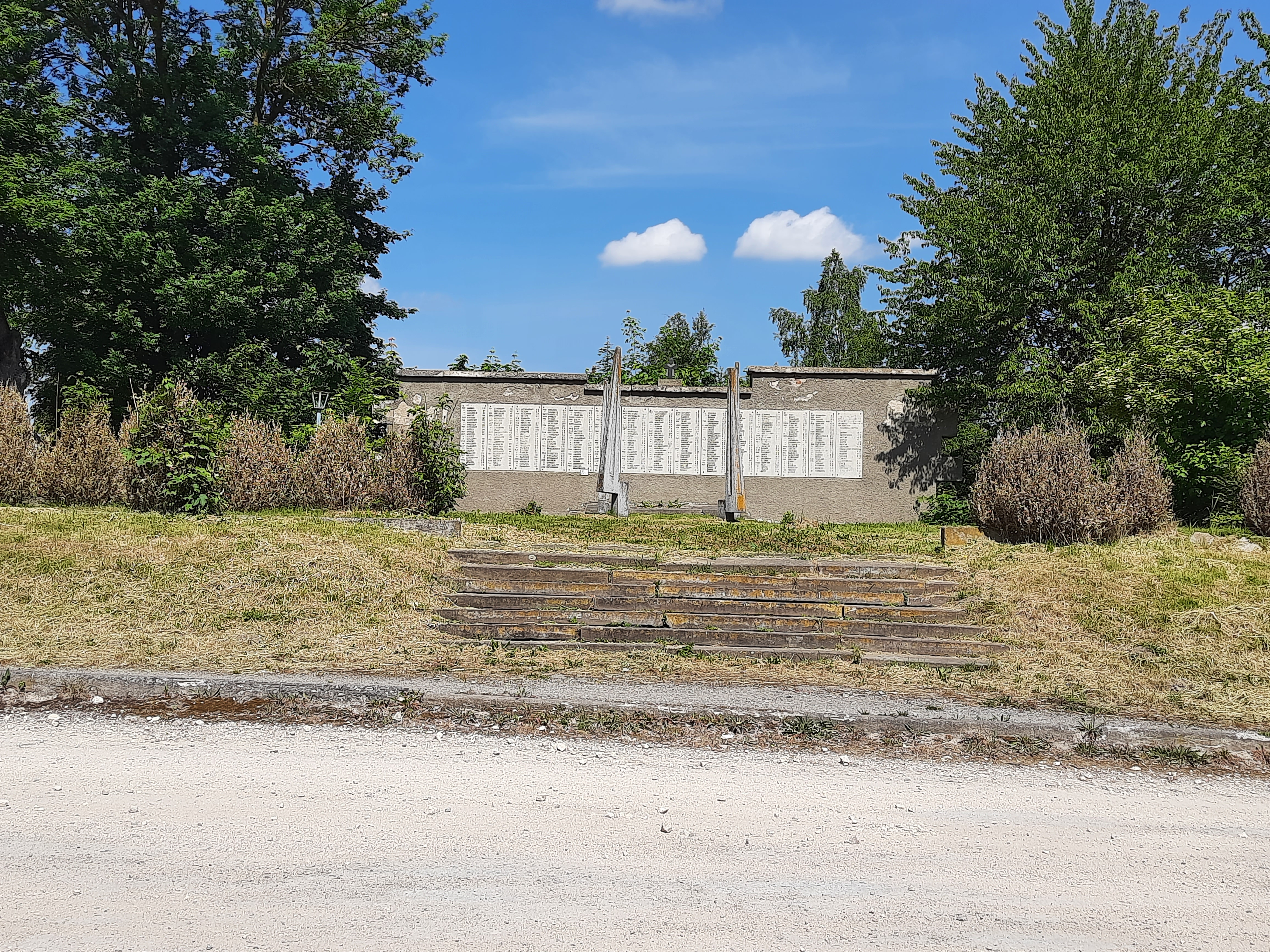
Пам'ятний знак воїнам-землякам, які загинули в роки Другої світової війни
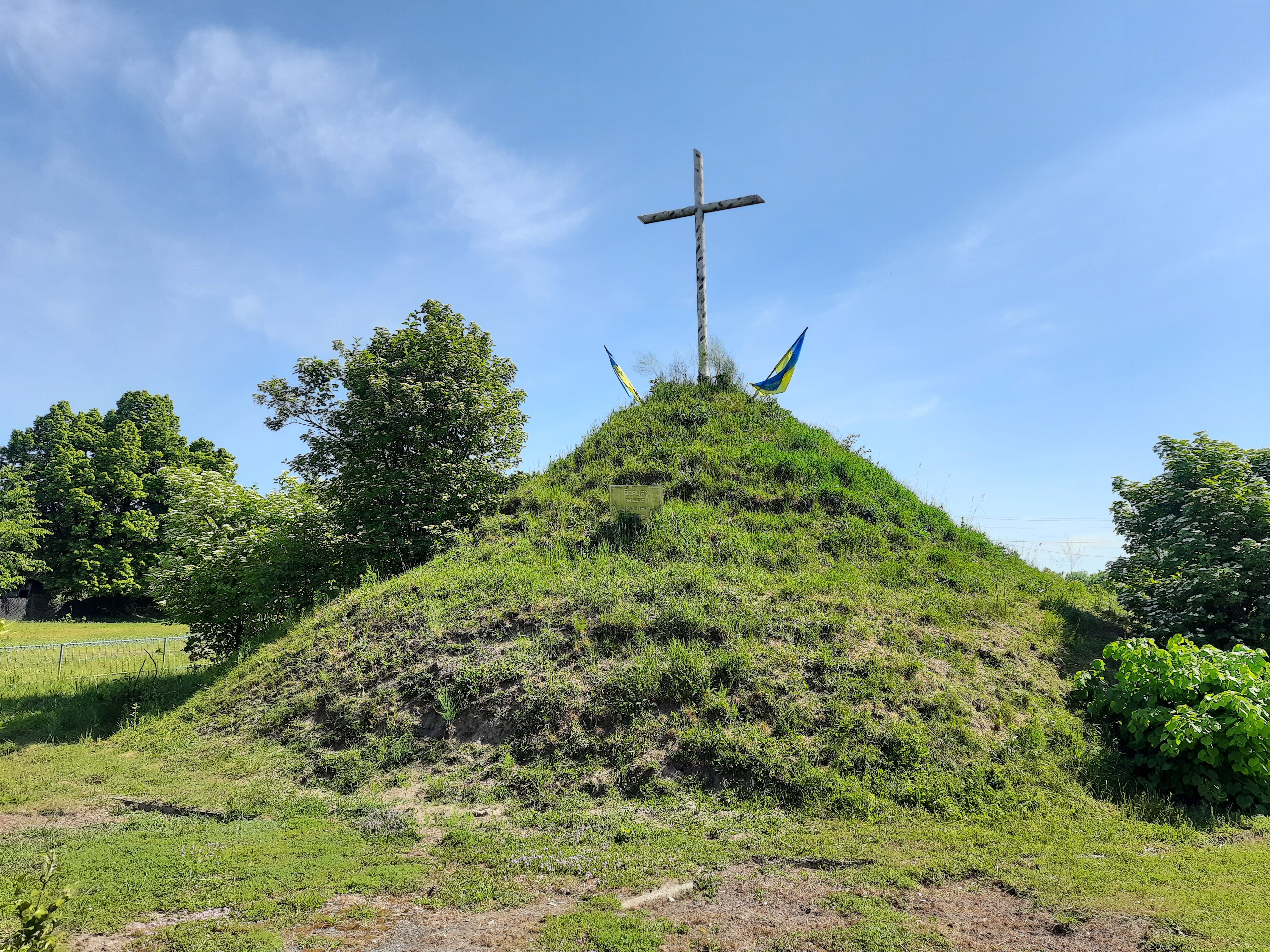
Символічна могила Борцям за волю України
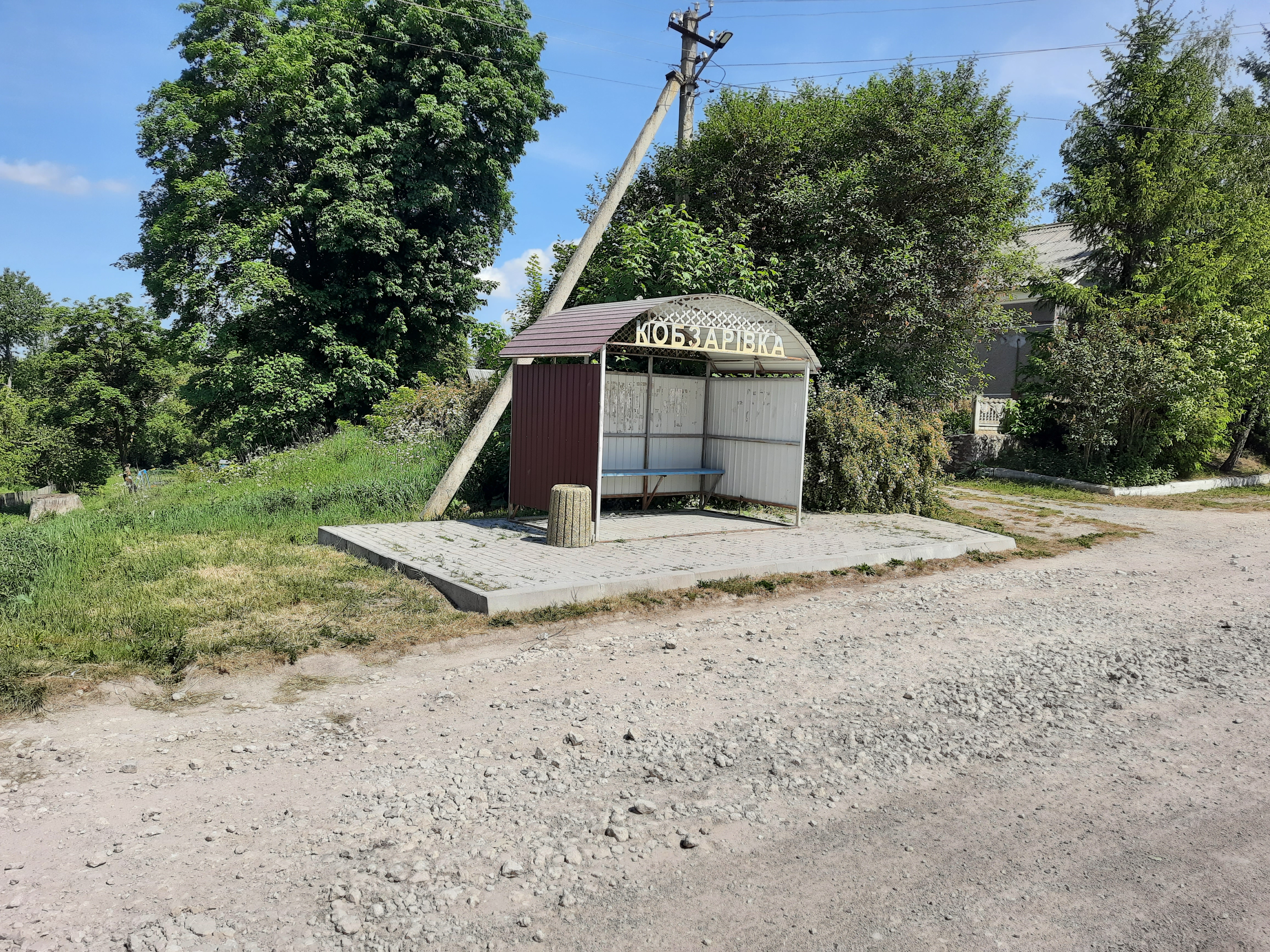
Автобусна зупинка